# تعمواجس
تَعمواجس یا تا-ام-واجس (انگلیسی: Taemwadjsy؛ ‏مصری باستان: tꜣ-m-wꜣḏ⸗s) یکی از زنان بلندپایه در حرم سلطنتی مصر باستان در دوران فرعون توت‌عنخ‌آمون بود.
تعمواجس از منابع فراوانی شناخته شده است و لقب «سرپرست حرم آمون» را داشته؛ لقبی که فقط به زنان بسیار مهم و اغلب به اعضای خانواده سلطنتی داده می‌شد. نام و عنوان او بر روی یک ظرف که در مقبرهٔ کی‌وی۴۶ پیدا شده، ثبت شده است. کی‌وی۴۶ آرامگاه یویا و تویا است، پدر و مادر ملکه تیه. این ممکن است نشان دهد که تَعمواجس با خانوادهٔ سلطنتی نسبت داشته است. احتمال دارد او دختر یویا و تویا یا حتی دختر خود ملکه تیه بوده باشد.
با این حال، تعمواجس بیشتر به‌عنوان همسر آمنهوتپ معروف به هوی شناخته می‌شود؛ کسی که در دوران سلطنت فرعون توت‌عنخ‌آمون، به عنوان نایب‌السلطنهٔ پادشاهی کوش (نوبیای علیا) خدمت می‌کرد. این دو با هم در چندین اثر یادبود در نوبهٔ سفلی به تصویر درآمده‌اند، هرچند نام او در مقبرهٔ آمن‌هوتپ (هوی) حفظ نشده است.
نام او همچنین بر روی تندیس خَعِم‌واسط دیده می‌شود؛ کسی که برادر فرمانده ستی (پدر رامسس یکم) بوده است. با این حال، مشخص نیست که این خعم‌واسطِ برادر ستی، همان کسی باشد که در منابع نوبیایی به عنوان همسر تعمواجس شناخته می‌شود.
احتمال دارد تعمواجس پس از مرگ آمنهوتپ معروف به هوی، با خعم‌واسط ازدواج کرده باشد. البته ممکن است برعکس بوده باشد؛ یعنی ابتدا با خعم‌واسط ازدواج کرده و پس از مرگ او، با آمنهوتپ معروف به هوی ازدواج کرده باشد.
تعمواجس از ازدواج او با آمنهوتپ معروف به هوی دو پسر شناخته شده‌اند:
- تجوری (Tjuri) با القاب رسمی ارابه‌ران شاه، فرستادهٔ شاه، استاد اول اصطبل‌ها
- پاسر (Paser) با القاب رسمی سرپرست اسبان، استاد اصطبل، بادبزن‌دار در سمت راست شاه

پاسر بعدها جانشین پدرش در مقام نایب‌السلطنهٔ پادشاهی کوش شد.